# Sainte-Catherine, Puy-de-Dôme
Sainte-Catherine är en kommun i departementet Puy-de-Dôme i regionen Auvergne-Rhône-Alpes i centrala Frankrike. Kommunen ligger i kantonen Saint-Germain-l'Herm som tillhör arrondissementet Ambert. År 2022 hade Sainte-Catherine 55 invånare.

## Befolkningsutveckling
Antalet invånare i kommunen Sainte-Catherine
| Referens: INSEE |